# Pfarrhof Zellerndorf

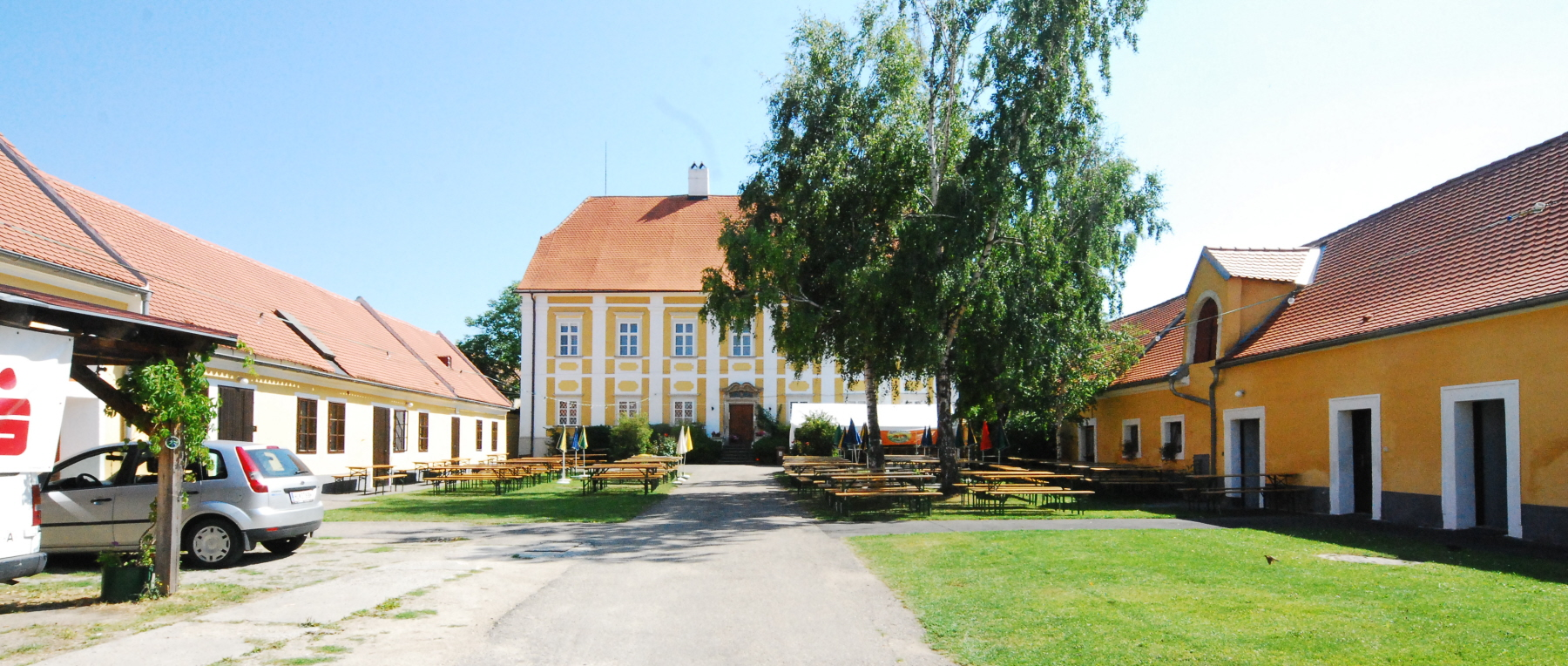
Der Pfarrhof von Zellerndorf

Der Pfarrhof im Zentrum von Zellerndorf in Niederösterreich ist eine unter Denkmalschutz (Listeneintrag) stehende Anlage aus der Zeit des Barock. Die Pfarrkirche liegt etwa 500 Meter entfernt außerhalb des Ortes.

## Geschichte
Zwischen 1718 und 1720 wurde das Hauptgebäude des Pfarrhofs unter Pater Erembert Müller auf Betreiben von Carl Fetzer, dem damaligen Abt des Schottenstifts in Wien, errichtet. 1734 wurden die 1733 begonnenen Arbeiten am Wirtschaftshof abgeschlossen.

## Beschreibung

### Hauptgebäude
Das Hauptgebäude ist ein zweigeschoßiges Bauwerk mit einer siebenachsigen Schaufassade, die mit Pilastern gegliedert ist. Der Eingang, ein Steingewändeportal mit einem geschweiften Giebel ist mittig angeordnet.
Das Dach wurde ursprünglich als Mansarddach ausgeführt. Zeichnungen einer mit 1775 datierten Bauaufnahme, die im Auftrag von Abt Benno I. durchgeführt wurde, zeigen bereits das heutige Schopfwalmdach.

## Wirtschaftstrakte
Die schlicht gestalteten Wirtschaftstrakte erstrecken sich zu beiden Seiten des Hofes vor dem Hauptgebäude. Bei ihnen handelt es sich um eingeschoßige und langgestreckte Gebäude mit Satteldächern.
Der westseitige Trakt mit barocken Stichkappentonnen beherbergte ursprünglich die Stallungen und das Presshaus.
Der östliche Trakt wurde als Speicher und Wagenremise genutzt und beherbergte an seinem nördlichen Ende die 1772 in die Hauskapelle umgebaute Pfarrkanzlei.
Eine Verbindungsmauer zwischen den beiden Trakten schließt den Hof nach Norden ab. Die Zufahrt erfolgt durch ein 1734 errichtetes korbbogiges Portal.

### Hauskapelle
Die Hauskapelle entstand aus der 1772 umgebauten Pfarrkanzlei und wurde 1869 umgestaltet und vergrößert. Im Zuge dieser Arbeiten entstanden auch das Portal und die zwei ovalen Fenster des flach gedeckten Saalraumes.